# Sisif

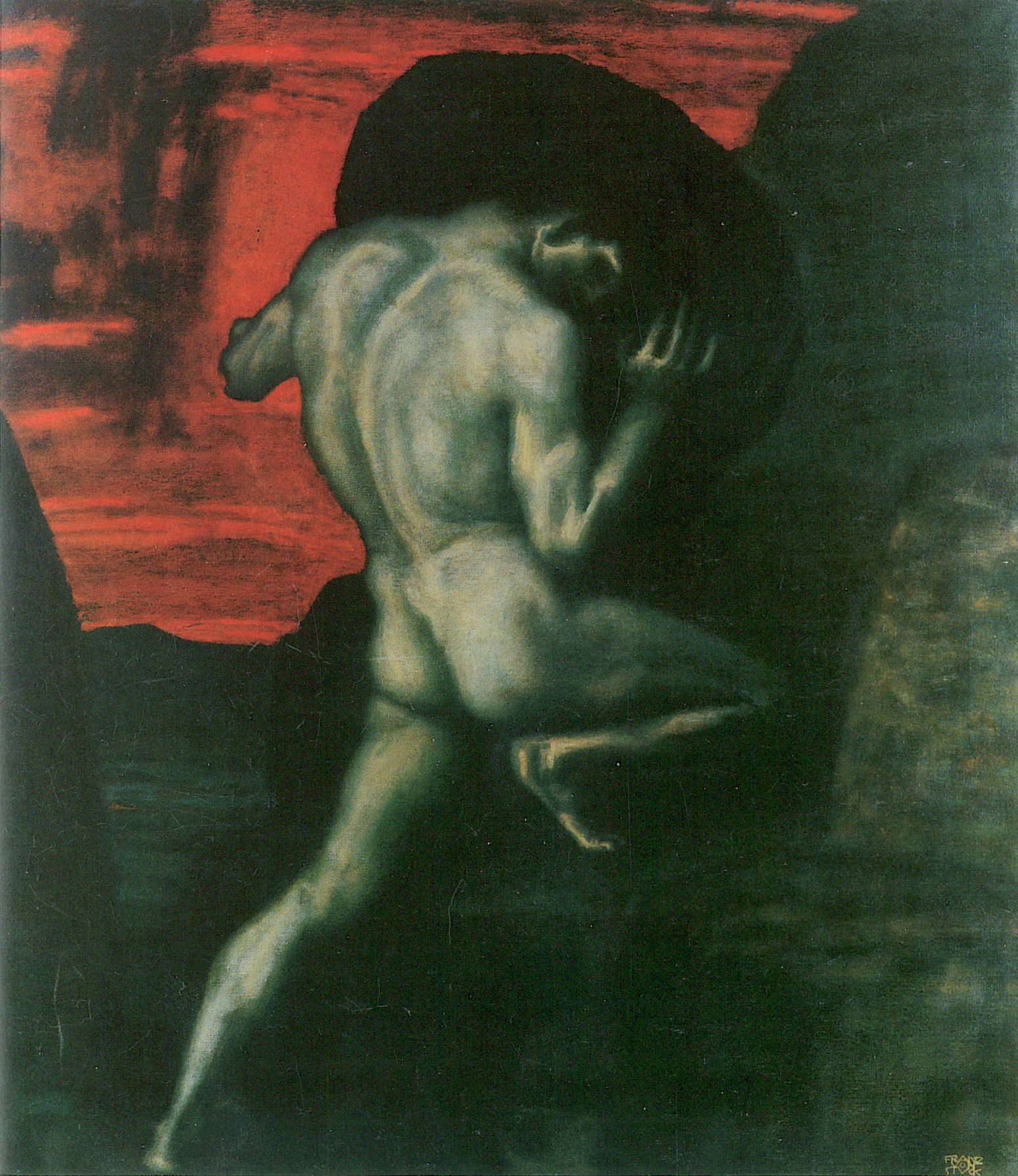
Sisif împingând stânca la deal.

Sisif (în greacă veche Σίσυφος, Sísuphos) a fost fiul lui Aeolus, întemeietor și rege al cetății Corint. Era considerat cel mai viclean dintre muritori. Cu Merope, fiica lui Atlas, a avut mai mulți copii: pe Glaucus, Halmus și Thersander. După o versiune, ar fi fost și tatăl lui Odiseu. Pentru vina de a fi dat în vileag răpirea Aeginei de către Zeus, Sisif și-a atras asupră-și mânia acestuia din urmă și a fost supus în Infern la o caznă perpetuă: el a fost sortit să urce un deal împingând veșnic o stâncă uriașă, care odată ajunsă în vârf, se rostogolea din nou la vale și cazna era reluată. În afară de aceasta, a încercat să rămână nemuritor printr-un șiretlic, însă a fost descoperit de Zeus.

## Sisif în literatură
- Albert Camus, Le Mythe de Sisyphe, 1942.